# Saunières
Saunières – miejscowość i gmina we Francji, w regionie Burgundia-Franche-Comté, w departamencie Saona i Loara.
Według danych na rok 1990 gminę zamieszkiwało 105 osób, a gęstość zaludnienia wynosiła 14 osób/km² (wśród 2044 gmin Burgundii Saunières plasuje się na 805. miejscu pod względem liczby ludności, natomiast pod względem powierzchni na miejscu 1077.).